# باري بيرسون
باري بيرسون (بالإنجليزية: Barry Pearson)‏ هو لاعب كرة قدم أمريكية أمريكي، ولد في 4 فبراير 1950 في جينيسيو في الولايات المتحدة.

## وصلات خارجية
- باري بيرسون على موقع مرجع كرة القدم المحترفة.كوم (الإنجليزية)